# Bureaux de poste français en Chine
Les bureaux de poste français en Chine font partie des services postaux qui ont été opérés en Chine par des puissances étrangères à la fin du XIXe siècle et au début du XXe siècle.
Deux catégories de bureaux français furent ouverts dans les principales villes de cet immense territoire :
- Les bureaux français en Chine, dépendant de la métropole : Shanghai (1862), Tien-Tsin (1889), Han-Keou et Tche-Fou (1898), Pékin (1900), Amoy, Arsenal Pagoda, Fou-Tcheou et Ningpo (1902). Ces bureaux utilisèrent des timbres de France surchargés ou libellé « CHINE ».
- Les bureaux indochinois en Chine dépendant du gouvernement général de l'Indochine et dont l'apparition coïncide avec la grande époque des expéditions françaises en Extrême-Orient. Ils furent au nombre de six : Mongtseu, Yunnan Fou et Hoi-Hao (1900), Canton (1901), Packoï et Tchong-k'ing (1902). Ils utilisèrent des timbres d'Indochine surchargés de leur nom à l'exception des deux séries générales surchargées « CHINE ».

Tous ces bureaux français furent fermés le 31 décembre 1922 après qu'un traité international eut mis fin aux privilèges postaux des puissances étrangères.
Le territoire de Kouang-Tchéou Wan cédé à bail à la France en 1902 possédait un statut différent des autres bureaux. il fut administré par la France jusqu'en 1945, date à laquelle il fut rétrocédé à la Chine.

## Le contexte
Les bureaux français en Chine ont été instaurés dans le cadre des traités dits « inégaux » qui ont permis à diverses puissances coloniales (Royaume-Uni, puis France, Pays-Bas, Allemagne, Russie, États-Unis) de développer une activité commerciale. Ceci a naturellement entrainé l'ouverture de relations postales.
En matière philatélique et postale on peut rencontrer quatre situations différentes :
- Utilisation de timbres français avec marques postales locales ;
- Utilisation de séries générales, avec la mention « CHINE » émises spécialement pour la Chine par l'administration française,
- Utilisation de séries générales en dépendance de l'administration indochinoise,
- Utilisation d'émissions purement locales.

## Émissions françaises

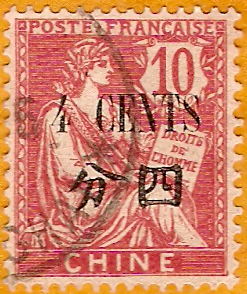
Type Mouchon émission de 1907.

La première émission des bureaux français en Chine date de 1894. Il s'agissait d'une simple surcharge « Chine » apposée sur des timbres au Type Sage. Attention cette surcharge étant relativement simple à imiter les faux sont nombreux.
En 1902, un ensemble de 11 timbres aux types Blanc, Mouchon et Merson ont été libellés « CHINE » avec des valeurs en francs et centimes.
En 1907, cette série a été surchargée par des surcharges en chinois. De nouvelles surcharges (nouvelles valeurs) sont apparues en 1911 et 1915.

### Kouang-Tchéou

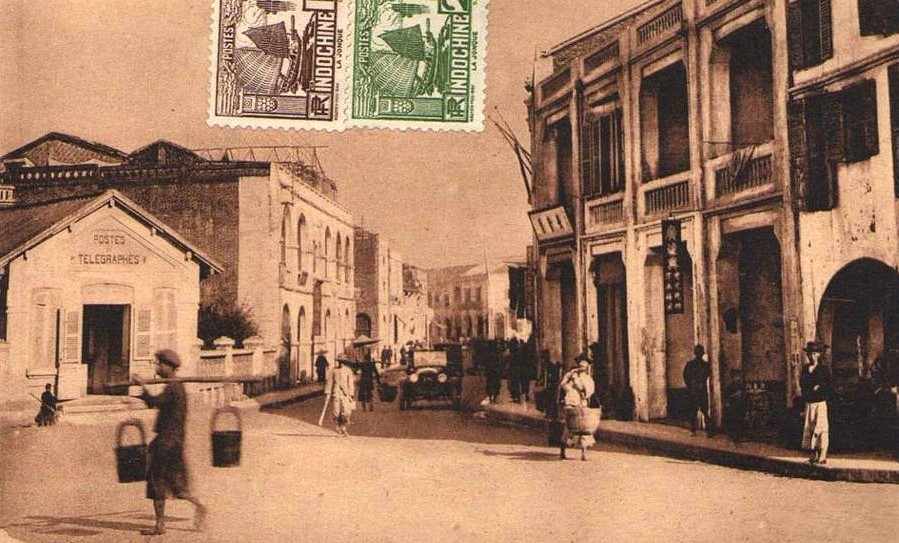
Bureau de poste français à Kouang-Tchéou-Wan vers 1920

## Les bureaux

### Shanghai
La France ouvre un premier bureau à Shanghai en 1862.
Au début, les affranchissements sont réalisés avec des timbres français. Les lettres sont oblitérées par un cachet d'oblitération par losange gros chiffres avec pour numéro 5104.
Par la suite, à partir de 1876, les cachets à date (avec la mention SHANGHAI) remplacent les oblitérations losanges (sur des timbres français au type Sage).
Enfin, à partir de 1894, les timbres des émissions françaises pour la Chine sont utilisés.